# Lepraria caesiella
Lepraria caesiella är en svampart som beskrevs av R. C. Harris. Lepraria caesiella ingår i släktet Lepraria och familjen Stereocaulaceae.  Arten har inte påträffats i Sverige. Inga underarter finns listade.